# Иосиф (Илиев)
Митрополит Иосиф (болг. Митрополит Йосиф, в миру Иван Лазаров Илиев; 30 июня 1900, Севлиево — 8 ноября 1988) — епископ Болгарской православной церкви, митрополит Варненский и Преславский.

## Биография
Родился 30 июня 1900 года в городе Севлиево (ныне Габровская область) в благочестивой православной семье.
В 1918 году во время обучения в Софийской духовной семинарии принял монашество именем Иосиф в Рыльском монастыре.
После окончания семинарии в 1921 году служил год иеродиаконом в Рыльском монастыре, после чего в числе первых студентов поступил в открывшийся в том году Богословский факультет при Софийском университете.
Высшее богословское образование завершил в Черновицком университете, получив степень доктора богословия.
Высоко оценивая его богословскую подготовку, Священный Синод назначил его в 1927 году преподавателем в Священническое училище в Черепише, а 1928 году — в Софийской духовной семинарии, где он пробыл до 1930 года.
В 1930 году назначен за протосингелом Неврокопской митрополии. В 1931 году возведён в сан архимандрита.
Как протосингел Софийской митрополии с 1932 года он последовательно был откомандирован в Рим, Берлин, Брюссель и Париж с задачей изучить социальную деятельность церквей и религиозных общин в Западной Европе.
5 июля 1936 года рукоположен в титулярного епископа Знепольского, став первым викарием митрополита Софийского.
Кроме того, он является председателем епархиального духовного суда, председателем Софийского филиала союза «Общественная поддержка» («Обществена подкрепа»), председатель Церкви в Высшем совете общественной поддержки, член Высшего управления Союза защиты детей.
После смерти митрополита Варненского и Преславского Симеона, епископ Иосиф 26 декабря 1937 года был избран митрополитом Варненским и Преславским.
Став Митрополитом Варненским, продолжил начинания митрополита Симеона в оказании социальной помощи населению через православные братства, число которых трудами митрополита Иосифа выросло с 10 до 27. Открылось много бесплатных столовых для детей при храмах (в 1938 было 13 городских и 48 сельских), в 1939—1940 годы их было уже 72.
Осенью 1945 года выступил с предложением проведения реформ в Церкви, заявив о необходимости перехода Болгарской Церкви на новый календарь, введения нового упрощённого богослужебного чина и упрощения внешнего вида священнослужителей, выступал за сокращение богослужений, замену церковно-славянского языка «народным» и т. д. Протоиерей Всеволод Шпиллер в связи с этим говорил: «ему надо нарядить духовенство в немецкие сюртучки и английские пиджачки». Митрополита Иосифа поддержал митрополит Ловчанский Филарет (Атанасов), а также часть духовенства, среди которого, по словам протоиерея Всеволода, были как искренние сторонники реформ для блага Церкви, так и «всё обритое, всё снявшее уже рясы или снимающее их, духовенство, вполне оторвавшееся от верующей массы, и с ним много морально-опороченного элемента». Экзарх Болгарской Церкви митрополит Софийский Стефан (Шоков) в связи с этим писал Патриарху Алексию I, что митрополит Иосиф в своем рвении превзошёл даже российских живоцерковников.
Скончался на 8 ноября 1988 года. Похоронен на Центральном варненском кладбище.

## Статьи
- «Любовта»
- «Почитанието на Дева Мария»
- «Уроци по обществен морал»
- «Вероучителни беседи за малки деца»